# Legio V Alaudae
La Legio V Alaudae (litt. : Cinquième légion « Alouettes ») fut une légion de l’armée romaine levée en 52 av. J.-C. par Jules César en Gaule transalpine pour combattre les armées de Vercingétorix. Elle fut la première à inclure des non-citoyens.  En 49 av. J.-C., elle fut envoyée en Espagne par César pour y affronter les forces de Pompée.  Après la mort du premier, elle combattit aux côtés de Marc Antoine pendant la bataille de Forum Gallorum et la bataille de Philippes. Octave l’incorpora dans ses propres troupes après la bataille d'Actium.
Elle fut par la suite envoyée dans la péninsule ibérique prendre part aux guerres cantabres, avant d’être déplacée, entre 19 av. J.-C. et 9 apr. J.-C., vers la Gaule belgique (Gallia Belgica) où elle fut défaite par les peuples germaniques locaux et perdit son aigle, déshonneur suprême pour une légion romaine. Transférée à Castra Vetera, elle participa aux guerres germaniques de Drusus. Après la défaite de la forêt de Teutberg, la Legio V Alaudae fut utilisée dans la répression de la révolte frisonne.
Après le suicide de Néron, une partie de la légion se joignit à Vitellius et fut défaite par les troupes rivales de Vespasien. Les légionnaires restés à Castra Vetera se trouvèrent assiégés par les Bataves révoltés. Ils durent se rendre en 70 et ce qui restait de la légion fut envoyé en Mésie supérieure combattre les Daces : ces forces durent s’incliner devant les armées du roi dace Diurpaneus qui vainquit les Romains en 86/87.
Le surnom de la légion, Alaudae, fait référence à la coutume de certains Gaulois de porter des ailes d’alouettes sur leur casque[Information douteuse].
Son emblème était l’éléphant, symbole inhabituel pour une légion levée par Jules César : il lui fut conféré en 46 av. J.-C. pour souligner la bravoure dont elle avait fait preuve à la bataille de Thapsus (aujourd’hui Ras Dimass, en Tunisie) où elle eut à combattre contre les éléphants des ennemis de César,.
Un débat entre spécialistes pour savoir si la Legio V Alaudae correspond à la même unité que la Legio V Gallica n’est pas encore tranché.

## Histoire de la légion
La Legio V Alaudae fut recrutée en Gaule transalpine par Jules César en 52 av. J.-C. à ses propres frais; elle fut la première légion composée de non-citoyens romains. Le Sénat reconnut toutefois cette légion comme légitime et ses légionnaires reçurent la citoyenneté romaine.  Ce geste constituait un précédent important dans la romanisation des provinces en permettant aux provinciaux de combattre au service de Rome.
Dès sa création, elle participa au siège d'Alésia contre Vercingétorix. Par la suite, toujours sous les ordres de Jules César, elle prit part à la guerre civile qui éclata en 49 av. J.-C. lorsque Lucius Domitius Ahenobarbus, membre important du parti aristocratique des Optimates, ami de Cicéron et ennemi de César, défendit avec trente cohortes l’importante forteresse de Corfinium (aujourd’hui Corfinio en Italie ) contre César lors de la marche de celui-ci sur Rome.
Plus tard au cours de la même année, César transféra la légion en Espagne pour lutter contre Pompée. Il est probable qu’elle prit part à la bataille de Pharsale en 48 av. J.-C.. En 47/46 av. J.-C., la Legio V Alaudae prit part à la campagne contre Scipion et Caton qui se termina par la bataille de Thapsus. Elle dut affronter à cette occasion les éléphants du roi Juba. C’est à partir de ce moment que l’éléphant devint son emblème alors que les légions de César avaient toutes le taureau comme emblème. Après la bataille de Munda en 45 av. J.-C. la légion retourna en Italie.
Après l’assassinat de César, la légion prit le parti de Marc Antoine avec qui elle participa aux batailles de Forum Gallorum (43 av. J.-C.), Mutina [Modène] (43 av. J.-C.) et Philippes (42 av. J.-C.), ainsi probablement que contre les Parthes. Après la défaite d’Antoine à la bataille d'Actium (33 av. J.-C.), la Legio V Alaudae fut incorporée par Octave, vainqueur, dans sa propre armée ,, .

### Sous la dynastie des Julio-Claudiens

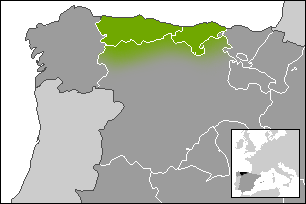
Territoire où se déroulèrent les guerres cantabres.

Entre 30 et 25 av. J.-C., la légion fut envoyée dans la péninsule ibérique prendre part avec la I Germanica, la II Augusta, la IIII Macedonica, VI Victrix, VIIII Hispana, X Gemina, XX Valeria Victrix et une autre légion (peut-être la VIII Augusta) aux guerres cantabres, l’une des plus importantes campagnes en termes du nombre de soldats mobilisés jamais menées par Rome. On ignore où était localisé son quartier général, mais diverses inscriptions permettent de situer son activité dans les Asturies. Pendant  le règne d’Auguste, des vétérans reçurent des terres à Ligures Baebiani (sud de l’Italie), Thuburnica (Sidi Ali Ben Kassem, Tunisie) et dans les villes espagnoles de Emerita Augusta (Mérida), Corduba (Cordoba) et Hispalis (Séville),.
La légion ne resta que peu de temps en Hispanie. Entre 19 av. J.-C. et 9 apr. J.-C., elle fut transférée en Gaule belgique sur la frontière rhénane, soit que sa présence n’était plus nécessaire en Espagne après la fin des guerres cantabres, soit qu’elle ait été appelée à se joindre à l’armée de Drusus, ou bien lors de sa campagne contre les Germains en 12 av. J.-C., ou bien après la défaite de Varus en 9 apr. J.-C.. 

Les provinces romaines en 120. En rouge la Gallia Belgica.

Il n’est pas certain si c’est bien la Legio V Alaudae ou une autre « cinquième » légion comme la Legio V Gallica (que certains auteurs croient être identiques) qui, sous le commandement de Marcus Lollius, perdit son aigle aux mains des Sicambres en 16 av. J.-C. lors de la Clades Lolliana (à proximité de Tongres ou de Maastricht).
En 6 apr. J.-C., la Legio V Alaudae aurait dû participer à la gigantesque campagne conçue par Tibère contre le roi Marobodus et les Marcomans. Le beau-fils d’Auguste projetait d’envahir la Tchéquie avec au moins huit légions, pendant que les légions I Germanica, V Alaudae, XVII, XVIII et XIX, devaient en faire autant en suivant le cours de l’Elbe. Toutefois, une rébellion en Pannonie obligea à annuler l’opération.
En 7 apr. J.-C., Lucius Nonius Asprenas prit charge des légions I et V Alaudae comme légat (legatus legionis = commandant d’une légion) sous les ordres de son oncle, Publius Quinctilius Varus. Pendant que Varus et son armée formée de trois légions (XVII, XVIII et XIX) s’engageaient dans une désastreuse campagne contre les Chérusques d’Arminius qui devait se terminer par la défaite humiliante de la forêt de Teutoburg, Asprenas à la tête de ses deux légions (I et V Alaudae) devait passer l’hiver à Castra Vetera (aujourd’hui Xanten en Allemagne) pour assurer la défense du limes rhénan , . À la suite de cette défaite, tous les camps romains de la rive droite du Rhin furent pris par les Germains, à l'exception d'Aliso où quelques rescapés du désastre de Teutobourg avaient réussi à s’enfuir et qui ne sera pris que lorsque les survivants tenteront une sortie pour rejoindre Castra Vetera.

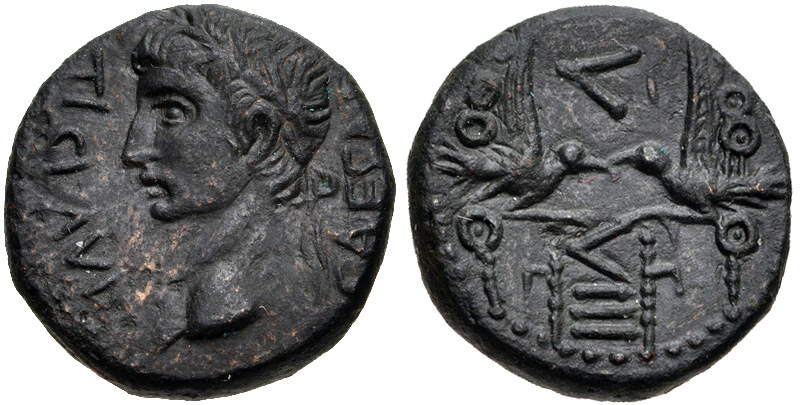
As de l’empereur Claude montrant, au verso, les insignes des légions V Alaudae et VIII Augusta.

Les unités défaites de Castra Vetera furent compensées par la V Alaudae et la XXI Rapax qui continuèrent à garder jonction du Rhin et de la Lippe contre le peuple voisin des Cugernes .  Le camp fut reconstruit et devint le principal quartier général de l’armée du Rhin inférieur (Exercitus Germanicus Inferior). 
Elle prit part à la mutinerie des légions qui suivit la mort d’Auguste. Les deux légions participèrent aux campagnes de Germanicus dans les premières années du règne de Tibère (14-16).  Au cours des décennies qui suivirent, la légion demeura à Castra Vetera où de nombreuses inscriptions témoignent de ses travaux de construction dans la région : Sentiacum (Sinzig), Ulpia Noviomagus Batavorum (Nimègue), Vechten, Colonia Claudia Ara Agrippinensium (Cologne) et Klève.
En 21 apr. J.-C., des détachements des quatre légions de Germanie inférieure, les légions I Germanica, V Alaudae, XX Valeria Victrix et XXI Rapax furent envoyées sous la direction conjointe de tribun de la Legio I Germanica, Torquatus Novellius Atticus, combattre les peuples gaulois des Andécaves et des Turones , .

Répartition des peuples germaniques vers l’an 50.

Lucius Apronius, le gouverneur de la province de Germanie inférieure, accompagné de détachements de Germanie supérieure et troupes auxiliaires mit fin à une révolte des Frisons en 28. Les légionnaires de la Ve se distinguèrent lors de ces combats sous la direction de leur légat, Cethegus Labeo. Il est aussi probable que la légion prit part aux campagnes de Caligula contre les Germains. L’anecdote racontée par Suétone de l’empereur commandant à ses soldats de ramasser des coquillages sur la plage de Lugdunum (Katwijk aux Pays-Bas) est vraisemblable, mais non attestée.
En 43, la XXI Rapax fut remplacée par la XV Primigenia. On sait que, dans le camp reconstruit, la V Alaudae occupait la moitié est du camp et la XV Primigenia la moitié ouest.

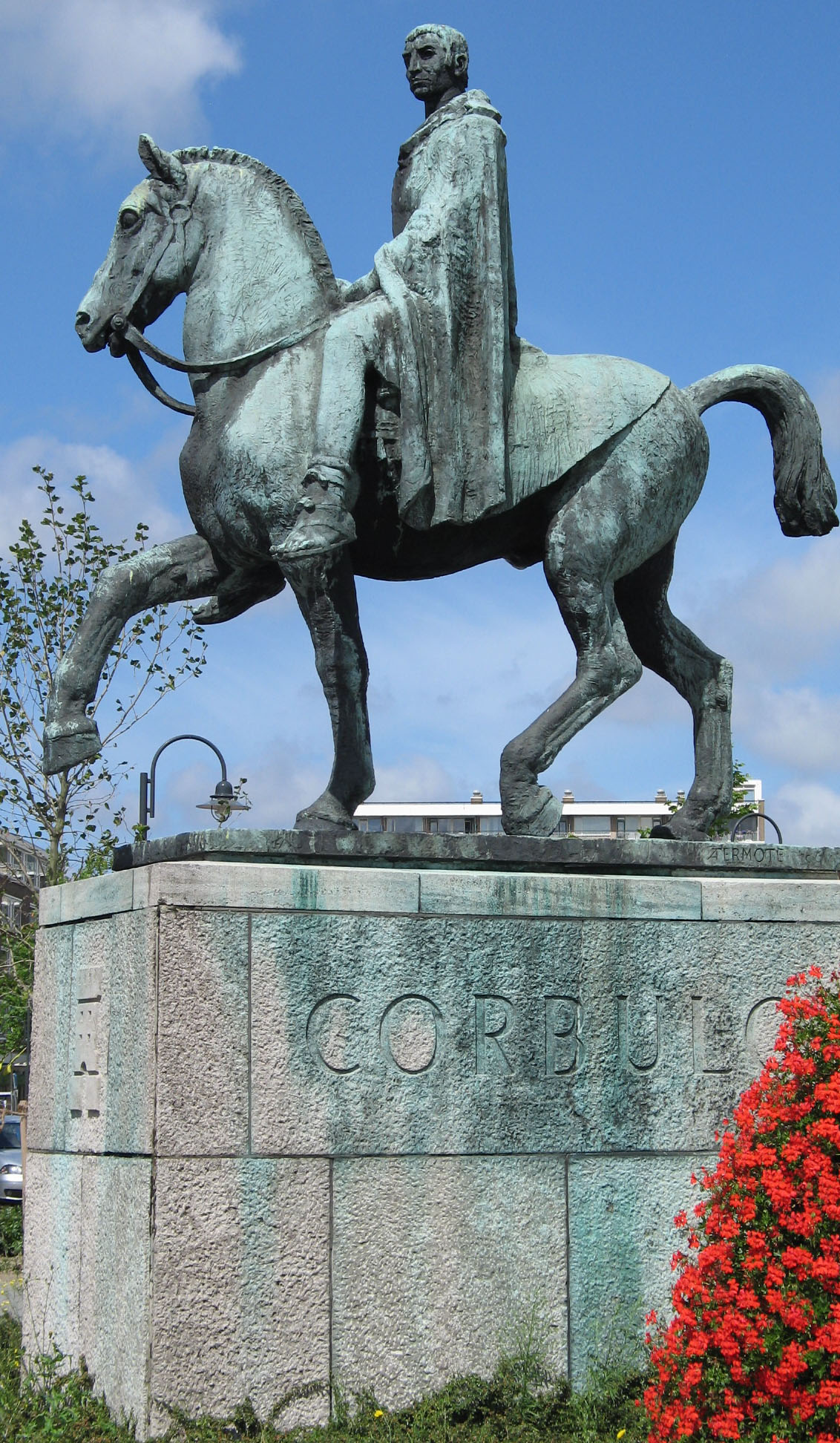
Statue de Corbulon à Voorburg (Pays-Bas) à l’entrée du canal qui porte son nom.

De même, il est probable mais non attesté que la Legio V Alaudae et la Legio XV Primigenia prirent part à la campagne menée par le général Cnaeus Domitius Corbulo contre les Frisons et les Chauques en 47. L’expédition fut un réel succès, mais les troupes durent se retirer, l’empereur Claude désirant conserver le Rhin comme frontière du limes. Les légionnaires construisirent une série de fortifications le long du Rhin, ainsi qu’un canal allant de Matilo (aujourd’hui Leyde aux Pays-Bas) jusqu’à la capitale des Cananefates, Forum Hadriani (aujourd’hui Voorburg aux Pays-Bas). À cette fin, chaque légion avait une fabrique de tuile, celle de la V Alaudae étant située à Feldkassel, un quartier de Cologne.

### Pendant l’année des quatre empereurs et sous la dynastie flavienne
Après que Galba fut devenu empereur à la suite du suicide de Néron en 68, les légions de Germanie supérieure dont la V Alaudae refusèrent de reconnaitre celui-ci et proclamèrent plutôt comme empereur  le gouverneur de la province, Vitellius. Une grande partie de la légion marcha avec celui-ci sur Rome et dut affronter Othon, ancien gouverneur de Lusitanie qui avait gagné les prétoriens à sa cause, ainsi que, plus tard au cours de l’année, Vespasien, également acclamé empereur par les légions d’Orient. Avec leur commandant, Fabius Fabullus, ils subirent un cuisant échec lors de la deuxième bataille de Bedriacum (aujourd’hui Crémone en Italie). 

La frontière du Rhin en 70, indiquant la location des forts romains et du territoire batave.

Pendant ce temps, le reste de la légion, demeuré en Germanie inférieure, dut prendre part à la répression de la révolte des Bataves, lesquels s’étaient soulevés sous la direction de leur prince, Caius Julius Civilis, Civilis commandait en 69 les troupes auxiliaires (auxillia) bataves de la région du Rhin, mais était de plus en plus hostile aux Romains en raison de leurs exactions contre son peuple. Il incita les Cananefates, peuple germanique vivant dans le delta du Rhin à se soulever et à attaquer plusieurs forts romains, incluant Trajectum (Utrecht aux Pays-Bas). La plupart des troupes étant engagées dans la guerre civile à Rome, les Romains ne purent réagir. Civilis prit alors la tête de la rébellion et vainquit les Romains près d’Arnhem. Flaccus, commandant des troupes du Rhin, ordonna alors à la V Alaudae et à la XV Primigenia de mettre fin à la rébellion. Celles-ci étaient accompagnées de trois unités auxiliaires, incluant un escadron de cavalerie batave commandée par Claudius Labeo, un ennemi de Civilis. La bataille eut lieu près de ce qui est aujourd’hui Nimègue. L’escadron batave fit alors désertion pour se joindre aux forces de Civilis; l’armée romaine fut battue et les légions durent se réfugier dans leur camp de Castra Vetera,.
Ne se satisfaisant pas de ce succès initial, Civilis dont les troupes avaient été renforcées par les huit cohortes bataves de retour après la défaite de Vitellius décida en septembre 69 d’assiéger le camp où s’étaient réfugiés les quelque 5000 légionnaires des deux légions. Un détachement de secours composé de légionnaires de la XXII Primigenia sous le commandement de Gaius Dillius Vocula arriva en mars pour leur porter secours et fit sa jonction à Novaesium avec la Legio XVI Gallica, mais n’osa pas s’aventurer plus loin et se rendre jusqu’à Vetera où la légion était assiégée; il préféra établir son camp à Gelduba (aujourd’hui Krefeld-Gellep en Allemagne). Les troupes qui étaient restées dans le camp de Vetera durent capituler après avoir épuisé leur ravitaillement en mars 70. Les légionnaires purent quitter le camp librement. Toutefois, quelque huit kilomètres plus loin, ils tombèrent dans une embuche montée par les Germains . Quelques-uns réussirent à s’échapper et à retourner à Vetera où ils périrent dans l’incendie allumé par les assaillants après le sac des fortifications,.
Certains historiens en déduisent que la légion fut dissoute en 69/70 alors que d’autres soutiennent qu’elle continua à exister,.
Selon ces derniers, ce qui restait de la Legio V Alaudae après le carnage aurait été envoyé en Mésie supérieure afin de protéger les frontières contre les Daces et les Sarmates alliés, alors que les légionnaires de la région participaient à la guerre civile sévissant à Rome. On ignore où les légionnaires furent cantonnés. En 70, des combats violents opposèrent les légionnaires sous le commandement du gouverneur Fonteius Agrippa contre les « Scythes »,. Ici encore, les Romains subirent de lourdes pertes, mais Il est possible que la légion ou ce qui en restait ait survécu à celles-ci.

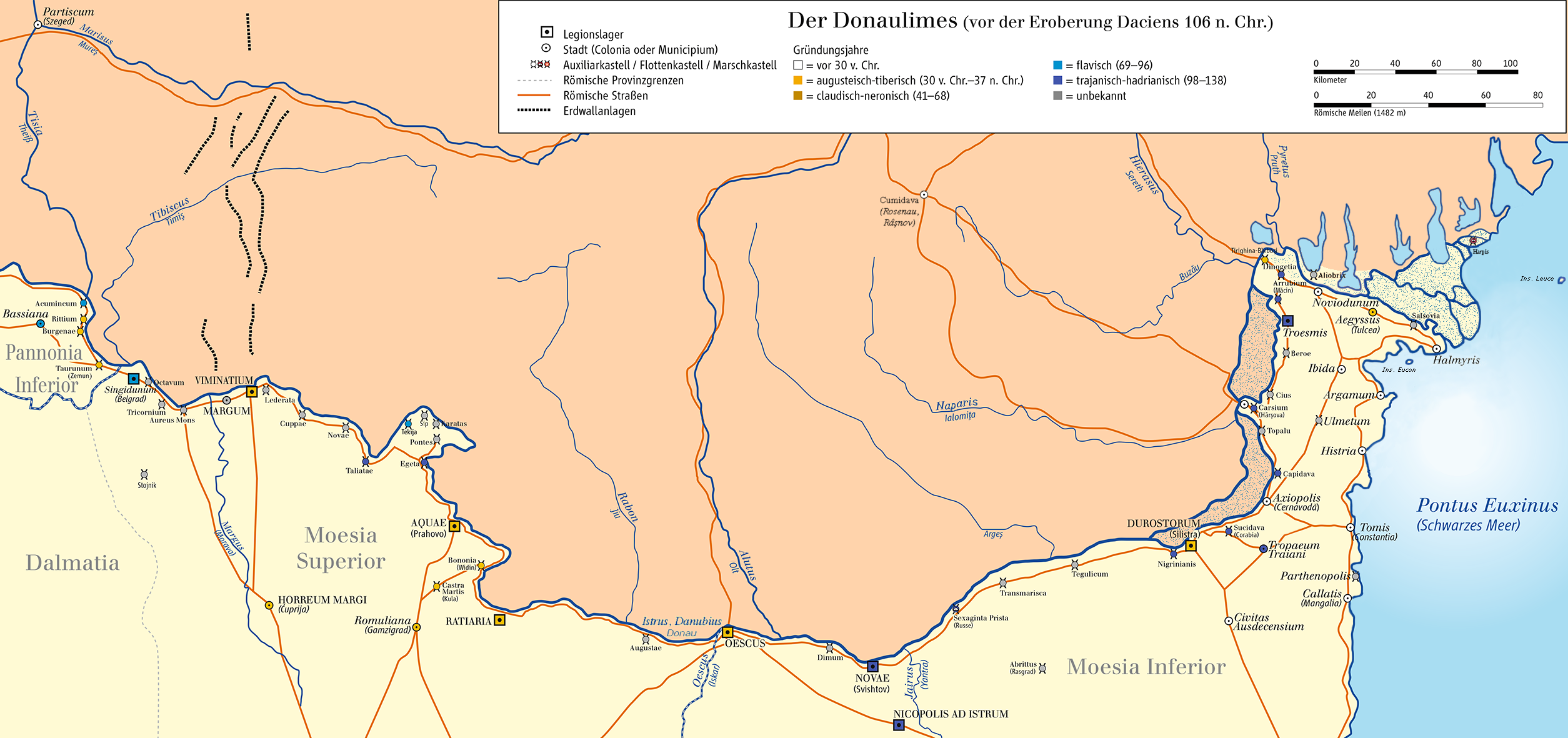
Le limes du Danube en Mésie (105).

Au début de son règne, Domitien (r. 81-96) installa des vétérans des Legio I Italica, III Augusta, IV Macedonica, V Macedonica , V Alaudae, III Flavia et VII Claudia dans la ville nouvellement fondée de Scupi (Skopje),. À l’hiver 85/86, les armées daces du roi Diurpaneus traversèrent le Danube englacé et envahirent la province de Mésie prenant les Romains par surprise. Le gouverneur de la province, Gaius Oppius Sabinus, succomba durant les combats et une légion romaine, possiblement la V Alaudae, fut écrasée. 
Ébranlé par cette attaque, l’empereur Domitien, accompagné du préfet de la garde prétorienne, Cornelius Fuscus, vint lui-même en Mésie qui fut alors partagée en deux provinces : la Mésie inférieure et la Mésie supérieure. En même temps, une attaque fut planifiée contre la Dacie. Après quelques succès contre les Daces en Mésie, Fuscus franchit le Danube, mais tomba dans une embuche près de Tapae où les deux légions qu’il commandait furent annihilées et lui-même périt dans les combats. Selon certains historiens, c’est au cours de cette dernière bataille que la V Alaudae aurait été annihilée.
Quoi qu’il en soit, la légion n’est plus mentionnée par la suite dans les sources.

### Monument de Lucius Poblicius

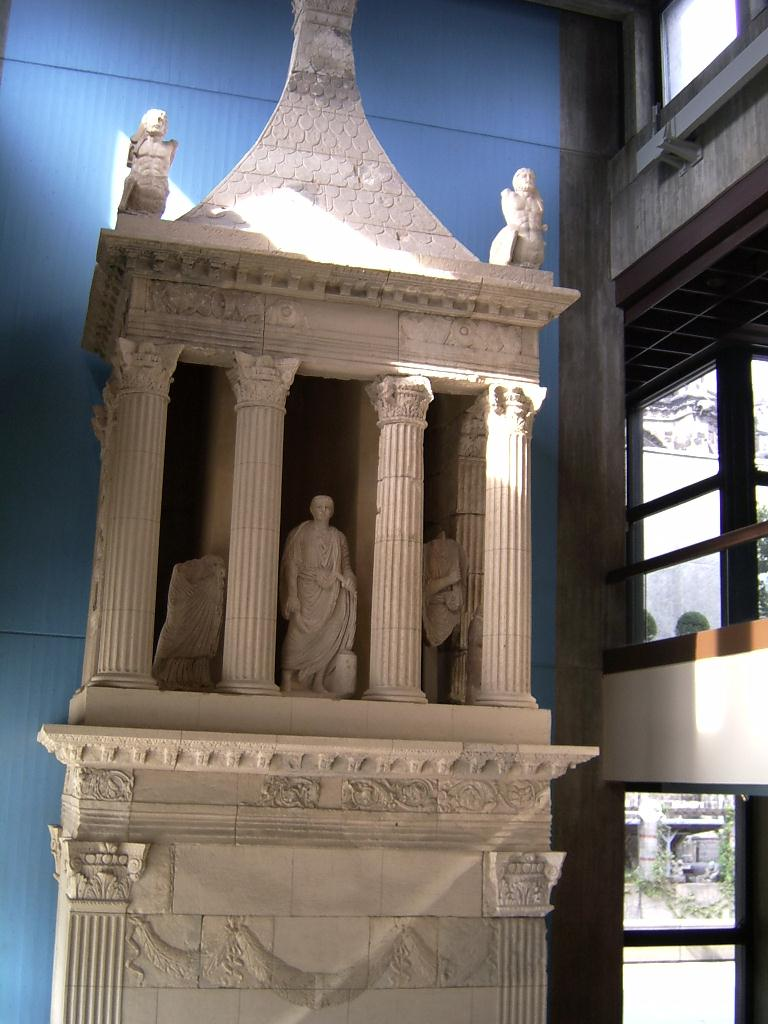
Monument funéraire de Lucius Poblicius au Römisch-Germanischen Museum de Cologne.

Les sources épigraphiques mentionnent nombre de tribuns et légionnaires de la Legio V Alaudae. Un vétéran de cette légion, du nom de Lucius Poblicius, se fit construire un monument près de la Colonia Claudia Ara Agrippinensium (aujourd’hui Cologne en Allemagne) vers le milieu du Ier siècle que l’on peut encore admirer aujourd’hui au Musée romain-germanique de la ville. D'une hauteur de 14,60 m, il a été découvert en 1965.

### Reconstitution historique

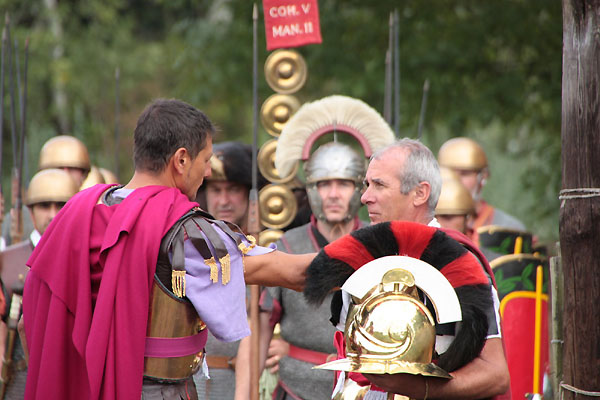
Un détachement de la V quitte un camp pendant la Guerre des Gaules

La V Alaudae fait l'objet de l'attention et des recherches de plusieurs groupes de reconstitution aux États-Unis et en Europe. En France, c'est le groupe Pax Augusta qui a choisi de faire revivre cette unité, en choisissant deux périodes de son existence : la Guerre des Gaules avec des tenues typiquement tardo-républicaines, et le règne d'Auguste.